# Otto Schulz
Rudolf Max Ahirn Otto Schulz (Buckau, 7 september 1868 – Amersfoort, 2 januari 1953) was een Duits tuin- en landschapsarchitect. 

## Loopbaan
Schulz studeerde aan de Koninklijke Tuinbouwschool te Potsdam en behaalde daar zijn diploma als 'Gärtenkünstler'.  Vervolgens werkte hij enkele jaren bij verschillende tuinarchitecten in Duitsland. 
Waarschijnlijk was Schulz' eerste eigen bureau omstreeks 1894 gevestigd in Haarlem. Daarna werkte hij samen met de heer Smits, directeur van Smits boomkwekerijen te Naarden, in de firma Smits en Schulz te Naarden. Deze firma was omstreeks de eeuwwisseling betrokken bij de totstandkoming van een aantal villaparken zoals het Nimrodpark te Hilversum (1899), Villapark Amersfoortse Berg of Bergkwartier te Amersfoort (1900), het Prins Hendrikpark te Bussum (1900) en Villapark Bosch en Duin te Zeist (1902). Naast het ontwerpen van tuinen, parken en villaparken was de firma, volgens haar advertenties, gespecialiseerd in het aanleggen van Japanse tuinen, rozentuinen, rotstuinen, boomgaarden en groentetuinen. 
Omstreeks 1910 begon Schulz zelfstandig een tuinarchitectenbureau in het Kloosterpark in De Bilt. In 1923 is hij gevestigd in het, door hemzelf in 1917 ontworpen, Oosterpark in Bilthoven. In latere jaren vestigde hij een dependance van zijn bureau in Tilburg. Dit kantoor werd later overgenomen door zijn medewerker, tuinarchitect Bart de Ruijter. Andere werken van Schulz waren onder meer het park bij Kasteel Prattenburg te Rhenen (1896), de rozentuin bij Villa Acacia voor Frits Olie te Hilversum (1901), de omgeving van de nieuw gebouwde stallen op Het Loo (1910), Sportpark Houtrust te Den Haag (1910), het Stationsplantsoen voor de gemeente Woerden (1914), het park bij Kasteel Lunenburg te Langbroek (1914), het gemeenteplantsoen in Bodegraven (1918) en het uitbreidingsplan voor de gemeente Leersum.

## Personalia
Op 4 september 1902 trad Schulz in het huwelijk met Anna Groenewegen (1878 – 1959). Hij woonde onder meer in de dubbele villa Nizza en San Remo aan de Prinsenlaan 1-2 in de villawijk Kloosterpark in De Bilt, de wijk die hij zelf ontworpen had.